# Besnurka
Besnurka (bułg. Беснурка) – wieś w Bułgarii, w obwodzie Kyrdżali, w gminie Czernooczene. Miejscowości nikt nie zamieszkuje.